# شون مردوخ
شون مردوخ (بالإنجليزية: Sean Murdoch)‏ هو لاعب كرة قدم بريطاني في مركز حراسة المرمى، ولد في 31 يوليو 1986 في إدنبرة في المملكة المتحدة. شارك مع منتخب اسكتلندا تحت 19 سنة لكرة القدم. أما مع النوادي، فقد لعب مع دونفرملين أثلتيك ونادي أكرينغتون ستانلي ونادي هيبرنيان وهاميلتون أكاديميكال.

## وصلات خارجية
- شون مردوخ على موقع قاعدة بيانات كرة القدم.إي يو (الإنجليزية)
- شون مردوخ على موقع Soccerbase.com (لاعب) (الإنجليزية)
- شون مردوخ على موقع Soccerway.com (الإنجليزية)